# Ulota macrocarpa
Ulota macrocarpa är en bladmossart som beskrevs av Brotherus 1929. Ulota macrocarpa ingår i släktet ulotor, och familjen Orthotrichaceae. Inga underarter finns listade i Catalogue of Life.